# Jes Lunde
Jes Lunde (født 7. maj 1956 i Jerup) er en dansk økonom, gårdejer og Rådmand for Sundhed og Kultur i Aalborg Kommune for Radikale, fhv. kommunaldirektør, Rebild, fhv. gruppeformand (SF) og MF 1982-2001. tidligere medlem af Folketinget for Socialistisk Folkeparti (SF) i Nordjyllands Amtskreds.
Lunde blev student fra Frederikshavn Gymnasium i 1975 og cand.oecon. fra Aalborg Universitetscenter i 1980. Han var ansat som nationaløkonom samme sted fra 1978 til 1984. Siden 1994 har han drevet eget økologisk landbrug. Fra 2001-2006 var han direktør for teknik og miljø i Nordjyllands Amt, og fra 2007 direktør for Miljøcenter Aalborg. Siden august 2009 var han direktør for Børne- og Familieforvaltningen i Jammerbugt Kommune, og fra april 2011 blev han direktør for social og Sundhedsområde samt velfærdsteknologi i Frederikshavn Kommune. Den 1. januar 2013 tiltræder han som kommunaldirektør i Rebild Kommune.
Han begyndte sit politiske engangement i studietiden som medlem af Studenterrrådet ved Aalborg Universitetscenter 1975-1976. I 1976 blev han opstillet til Folketinget for SF i Fjerritslevkredsen og fra 1978 i Aalborg Østkredsen. I 1982 stillede han op til Nordjyllands Amtsråd og blev indvalgt. Da han ved folketingsvalget 1984 blev MF'er, udtrådte han af amtsrådet. Gennem hele sin parlamentariske karriere var han finansordfører og medlem af Finansudvalget; fra 1993-1997 var han formand for Politisk-Økonomisk Udvalg, hvorefter han blev sit partis gruppeformand. Han trak sig i 2001 fra politik efter interne kampe om partiets politiske linje, der mundede ud i at Lunde og Christine Antorini forlod partiet. I 2001 blev han formand for bestyrelsen for Dansk Center for Undervisningsmiljø, udpeget af Undervisningsministeren. I 2021 stillede Jes Lunde op for Radikale til Kommunalvalget i Aalborg Kommune, blev valgt og fik posten som Rådmand for Sundhed og Kultur.